# Barbania
Barbania (IPA: /barbaˈnia/; Barbanià in piemontese), è un comune italiano di 1 562 abitanti della città metropolitana di Torino in Piemonte. È situato nella parte sud-occidentale del Canavese, al margine del pianalto della Vauda.

## Geografia fisica

### Territorio
Il territorio comunale comprende, da nord a sud, parte della pianura alluvionale del Malone nel suo medio corso, il pianalto settentrionale delle "Vaude" (il conoide di deiezione formato in epoche glaciali dalla Stura di Lanzo) e il tratto finale della piccola valle del torrente Fandaglia.
 Il capoluogo si trova a 362 m s.l.m., il punto più alto a 440 m s.l.m. ed il meno elevato a 281 m s.l.m.

## Origini del nome
L'origine celtica appare evidente nel toponimo: bar indica il villaggio fortificato (come in Bard e Bar Cenisio) che si ergeva sul gradiente ove si trova l'attuale centro storico; separato da un piccolo rio vi era un bannos, nucleo di capanne da cui proviene la seconda parte del nome del paese.
Tra le numerose ipotesi ottocentesche sulla derivazione del toponimo, una si rifaceva alla ricchezza boschiva del luogo: berbèn significa quercia in provenzale.
Due leggende tramandate oralmente si riferivano l'una a una persona con la barba e l'altra a uno zio (barba in piemontese) che annegava nel torrente, da cui barba ch'a nìa (barba o zio che annega).

## Storia
La tribù celtica dei Salassi colonizzò il territorio verso la fine del V secolo a.C., fondando un villaggio sul pianoro da cui si domina l'intero Canavese occidentale e un "bar", cioè un villaggio fortificato, a poche centinaia di metri, su un gradiente che ne facilitava la difesa.
La romanizzazione avvenne molto lentamente poiché i villaggi non si trovavano lungo le grandi vie che consentivano di oltrepassare le Alpi: lo dimostra il fatto che il Cristianesimo vi giunse solamente nel VII secolo, per opera dei monaci irlandesi di san Colombano.
Intorno all'anno mille i due abitati risultano ormai unificati ed infeudati ad Emerico Dro, un nobile di origini borgognone che dominava la valle del Malone dal suo castellazzo di Camagna, oggi frazione di Rivara. Egli, come affermato dalla "Chronica magna S. Benigni Fructuariensis", fondò un monastero benedettino a Busano, ponendo la figlia Libania come abbadessa e donando nel 1019 le sue proprietà barbaniesi al monastero.

### Libero Comune
A partire dall'XI secolo gli abitanti si svincolarono dal sistema feudale: rimasero solamente alcune rendite al locale consortile delle famiglie Dro, anch'esse di origine borgognona. Il paese assunse la tipica conformazione di ricetto a "insulae" e vennero rinforzate le opere difensive con recinzioni e fossati. Risale a questo periodo la costruzione della torre-porta, unico accesso ben protetto all'abitato.
Barbania venne donata nel 1164, assieme ad altre terre, da Federico I imperatore al Marchese del Monferrato. Fu in seguito coinvolta nelle guerre tra i signori canavesani: i Conti di Valperga e quelli di San Martino. Verso la metà del secolo troviamo documentata la presenza di un Ospitium , di cui non rimane traccia alcuna e che era situato nei pressi della chiesa di Amalone.

### Periodo sabaudo
Nel 1305, nel corso di una campagna espansionistica verso il Canavese, il principe Filippo I di Savoia-Acaia conquistò Barbania con le armi: la Comunità ne riconobbe i diritti ottenendo in cambio ampie concessioni. Da allora il paese rimase fedele alla casa sabauda, godendo di numerose franchigie e privilegi; tra questi il singolare diritto di tutti i barbaniesi di non poter essere imprigionati e di venire processati esclusivamente in paese.
Al 1326 risale la prima visita pastorale da parte del Vescovato di Ivrea. Dai verbali risultano due parrocchie: una dedicata a san Giuliano di Brioude e costruita extra moenia, l'altra, definita "antiquissima", Sancta Maria de Rucha Veteri, era ubicata dove sorgeva l'antico villaggio celtico. Numerose le cappelle, tra le quali quella dedicata a sant'Antonio abate, di proprietà della Comunità.
Nell'ultimo ventennio del XIV secolo nel Canavese scoppiò la rivolta del Tuchinaggio, che vide la popolazione insorgere contro lo strapotere dei feudatari locali. La comunità di Barbania partecipò attivamente, essendo in perenne contrasto con i confinanti conti di Valperga.
Un documento risalente al 1447 testimonia le richieste della comunità di poter edificare una domum fortem sive fortalicum (casa forte o fortezza), avente una specifica funzione di magazzino: il ricetto venne così ad assumere il classico assetto quattrocentesco.
In seguito i Savoia iniziarono a vendere titoli di nobiltà. I Barbaniesi, orgogliosi di non aver mai dovuto sopportare feudatari, raccolsero il denaro necessario ed acquisirono la signoria del loro paese.
Dagli inizi del Quattrocento fino a tutto il Settecento la Comunità di Barbania, forte dell'appoggio di Casa Savoia, ebbe frequenti scontri con i conti di Valperga e i paesi ad essi soggetti per la proprietà dei fertili pascoli lungo il torrente Malone chiamati "Pasquarole". Si trattò di una vera campagna militare portata avanti per generazioni dalla Badìa, un corpo armato formato di borghigiani volontari.
Alla fine del XVI secolo visse a Barbania, dove morì nel 1615, il medico Giovanni Pietro Urceglio, autore di numerosi testi medici, poesie e opere in prosa.
Barbania ha dato i natali a Bernardino Drovetti.

### XX secolo
Dopo l'otto settembre 1943 tra i residenti si formò un gruppo aderenti alla Resistenza; nel settembre 1944 la frazione Boschi fu teatro di un eccidio perpetrato da truppe nazi-fasciste, che la incendiarono per rappresaglia e fucilarono sette civili inermi.

Il 21 febbraio 1945 i nazi-fascisti fucilarono sulla piazza del capoluogo dieci partigiani che avevano catturato alcuni giorni prima. 

### Simboli
Lo stemma del Comune di Barbania è stato concesso con decreto del presidente della Repubblica del 7 maggio 1954.

## Monumenti e luoghi d'interesse
Chiesa di san Giuliano martire
Ai rifacimenti settecenteschi vanno sommati gli ampi lavori di ristrutturazione compiuti a partire dal 1870. L'interno a tre navate affrescate, conserva diverse cappelle di patronato delle famiglie più antiche. Notevole nella sua grandiosità, spicca l'altare maggiore, tutto in marmi policromi, sormontato da un grande crocifisso. Fra i quadri conservati merita una menzione quello riproducente San Carlo in atto di adorare la Sindone. Nella chiesa è presente anche una scultura lignea risalente al XV secolo raffigurante la Madonna seduta e incoronata.
Torre Porta del Libero Comune

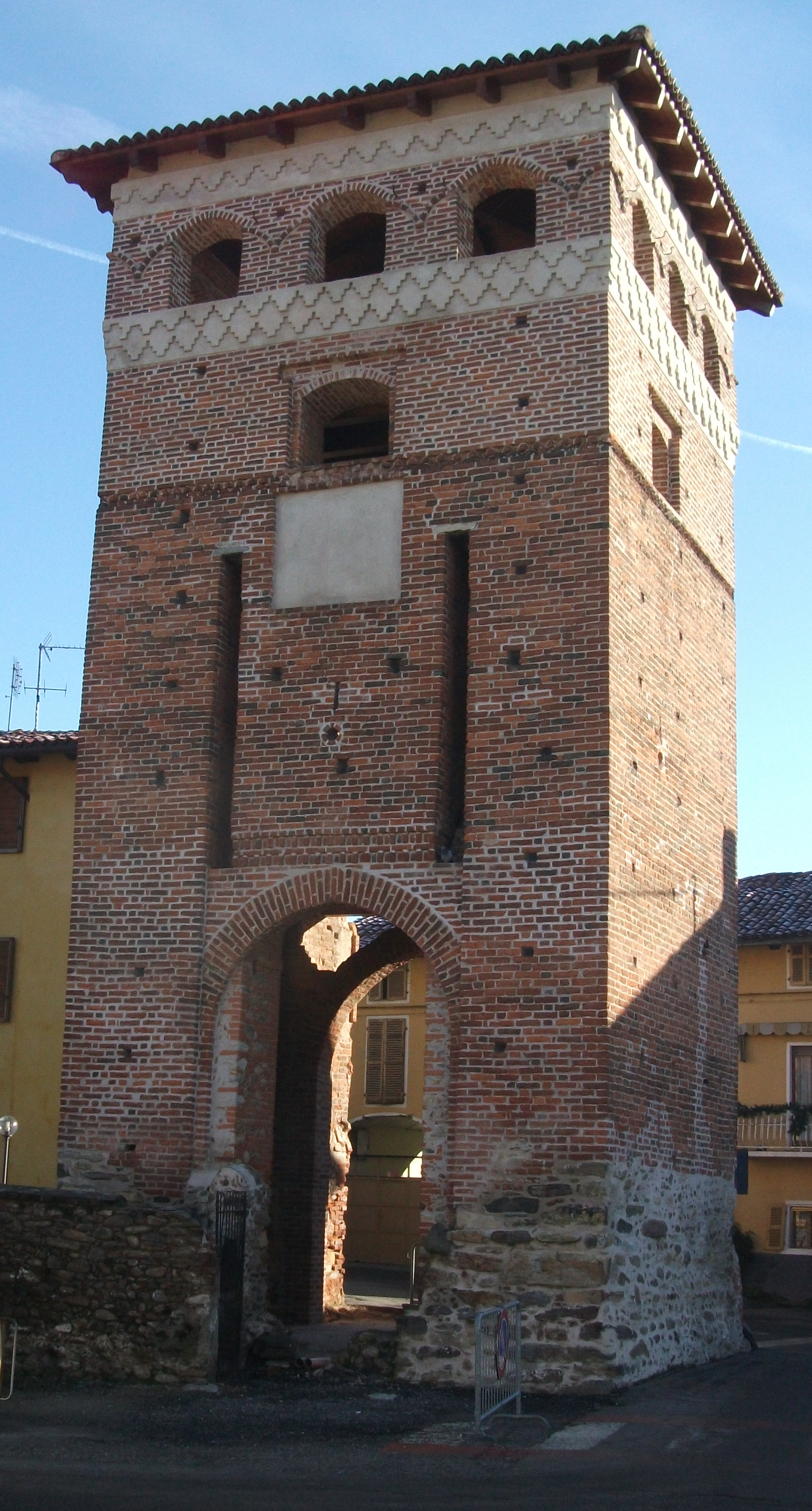
Il "ciochér" era l'unico accesso al ricetto medievale

Costruita in pietre e legno a partire dall'XI secolo, venne ricoperta da una cortina di mattoni verso il 1500.
Nel XVIII secolo fu aggiunto un tetto in coppi per adibirla (fino al 1950 circa) a torre campanaria, benché sia lontana duecento metri circa dalla chiesa parrocchiale.
Chiesa di Rua Veder
La piccola chiesa era considerata antichissima già nel XIV secolo. Ora dedicata a Maria assunta in cielo, viene comunemente chiamata chiesa di Ravede, deformazione del nome medievale: Sancta Maria de Rucha Veteri.
Cappella di san Sisto
Edificata nella frazione di Zaccaria, nel XIV secolo apparteneva all'Ospizio del Gran San Bernardo sotto il titolo di San Siro e passò successivamente ai Cavalieri di Malta. Ora è di proprietà privata.

## Società

### Evoluzione demografica
Abitanti censiti

Il paese è balzato all'onor di cronaca nel giugno 2018 grazie ad un servizio televisivo dove si è evidenziato che a Barbania si riscontra una straordinaria percentuale di parti gemellari: i gemelli sono il 4,6%, contro una media italiana di circa 1,3%.

### Etnie e minoranze straniere
Secondo i dati Istat al 31 dicembre 2017, i cittadini stranieri residenti a Barbania sono 70, così suddivisi per nazionalità, elencando per le presenze più significative:
1. Romania, 43

### Qualità della vita
Barbania è il comune italiano con la più alta percentuale di parti plurimi; nel 2018 i gemelli erano 74, il 46,25 per mille della popolazione, un dato superiore del 50% a quello medio. Non si conoscono le cause del fenomeno.

### Tradizioni e folclore

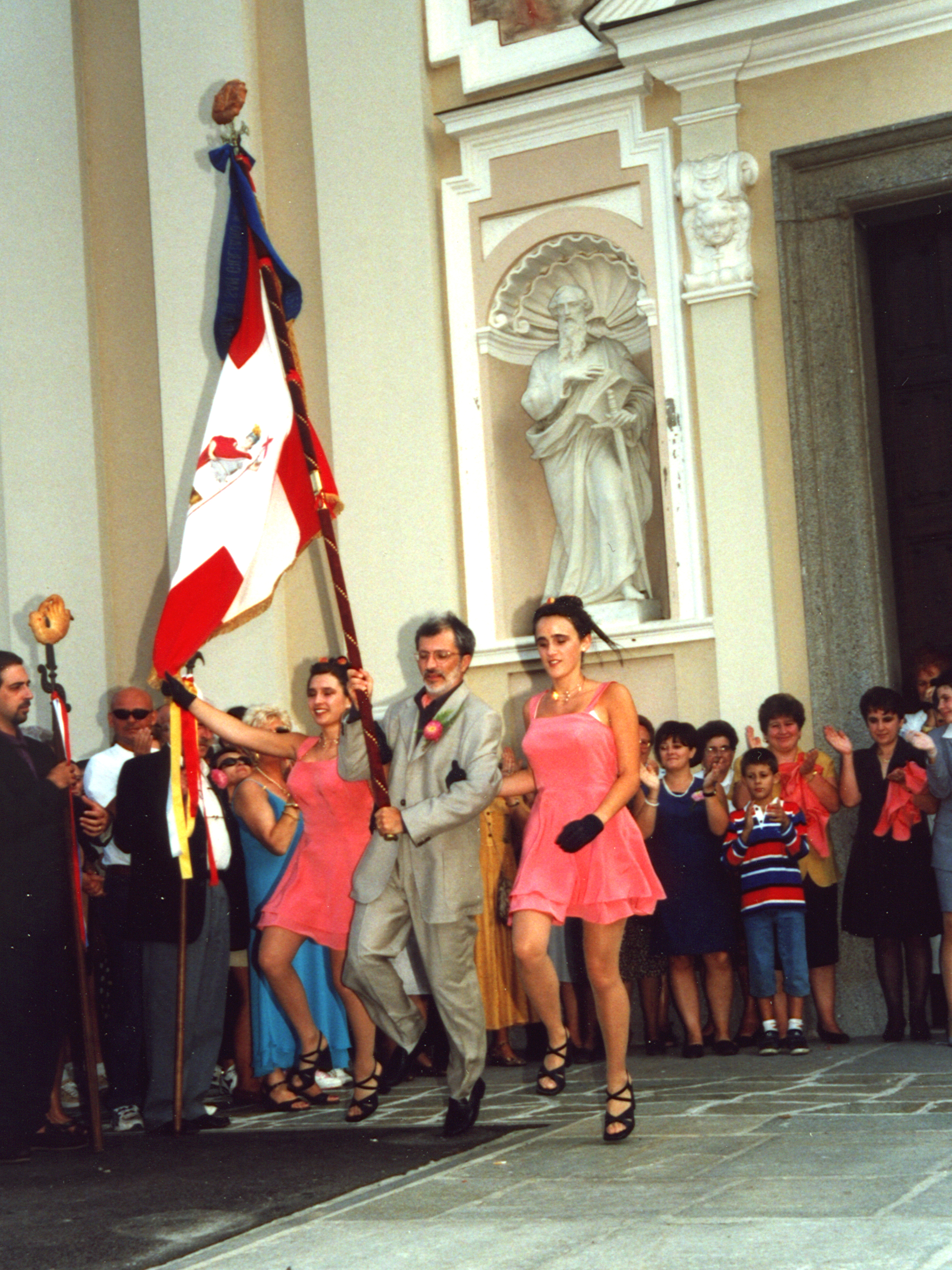
Il lunedì il priore uscente passa le consegne al successore

La festa patronale di Barbania si svolge da secoli l'ultima domenica di agosto e il lunedì successivo.
Affonda le sue radici nelle tradizioni celtiche: lo dimostrano innanzitutto i simboli utilizzati, tra cui si notano i bindéj (lunghi nastri colorati), i caritin (pani a forma di gallo, sole e luna infissi nelle armi di rappresentanza) e la Carità (grosso pane ornato di fronde); questi simboli sono riscontrabili in feste delle medesime origini, come ad esempio le Bahio occitane e le danze degli spadonari in valle di Susa.

## Cultura

### Istruzione
- Scuola materna statale "Baretto"
- Scuola primaria "Pietro Audogianotti"

#### Biblioteche
- Biblioteca comunale

#### Musica
Dalla metà del XIX secolo è attiva la Banda musicale di Barbania.

#### Cucina
La cucina barbaniese poco si differenzia da quella tipica canavesana, se non per limitate integrazioni con quella delle Valli di Lanzo; un esempio significativo è la presenza sia del salame di patate che del salame di turgia. Due ricette locali si discostano da quelle classiche: i canestrelli (che vengono detti "oféle") e le cipolle ripiene, (chiamate "saule ënciorgnaté").

## Geografia antropica
Nel comune sono presenti le frazioni Boschi, Colli, Fandaglia, Gianotti, Perrero, Piana, Seita, Vignali, Zaccaria;  le località Ingleisa, Fatarià, Mulino e le cascine Cavaiera, Tintina e Rotonda.

## Infrastrutture e trasporti

### Strade
Barbania è attraversata dalla S.P. 34 di Rocca Canavese.
Il servizio pubblico comprende la linea GTT Forno-Torino e il bus a chiamata Provibus, circolare per Cirié.

## Amministrazione

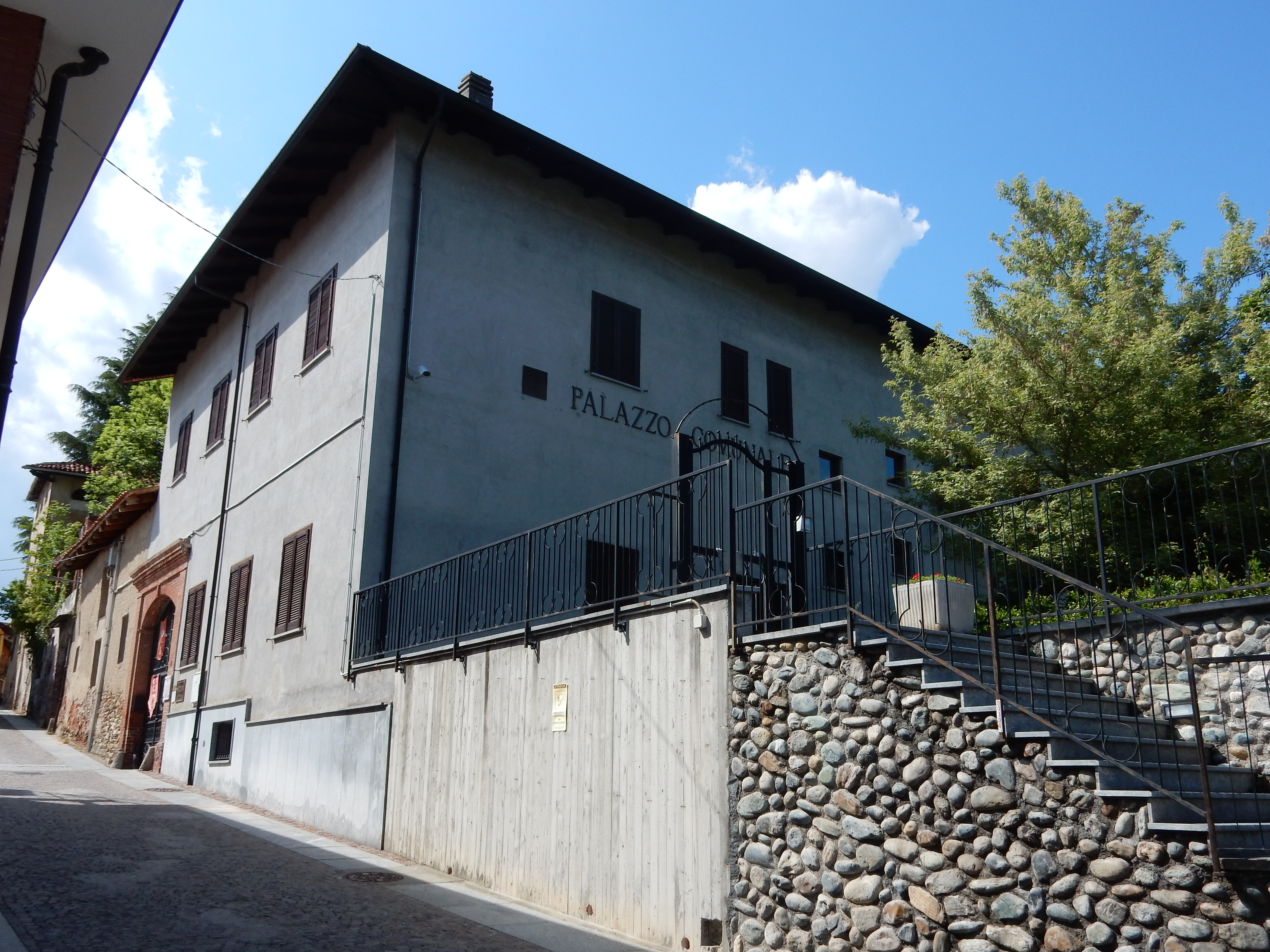
Municipio di Barbania

Di seguito è presentata una tabella relativa alle amministrazioni che si sono succedute in questo comune.
| Periodo        | Periodo        | Primo cittadino   | Partito                           | Carica  | Note   |
| -------------- | -------------- | ----------------- | --------------------------------- | ------- | ------ |
| 18 giugno 1985 | 10 maggio 1990 | Ettore Andreis    | lista civica                      | Sindaco | [ 24 ] |
| 10 maggio 1990 | 24 aprile 1995 | Ettore Andreis    | Democrazia Cristiana              | Sindaco | [ 24 ] |
| 24 aprile 1995 | 14 giugno 1999 | Ettore Andreis    | centro                            | Sindaco | [ 24 ] |
| 14 giugno 1999 | 14 giugno 2004 | Ettore Andreis    | centro-sinistra                   | Sindaco | [ 24 ] |
| 14 giugno 2004 | 8 giugno 2009  | Giovanni Drovetti | centro                            | Sindaco | [ 24 ] |
| 8 giugno 2009  | 25 maggio 2014 | Giovanni Drovetti | lista civica                      | Sindaco | [ 24 ] |
| 25 maggio 2014 | 27 maggio 2019 | Giovanni Drovetti | lista civica La tua Barbania      | Sindaco | [ 24 ] |
| 27 maggio 2019 | in carica      | Giuseppe Drovetti | lista civica Insieme per Barbania | Sindaco | [ 24 ] |